# Marszüasz megnyúzása
Marszüasz megnyúzása (Supplizio di Marsia) Tiziano egyik utolsó festménye, melyet 1571-ben kezdett festeni és még halála évében, 1576-ban is dolgozott rajta. 1673-ban az olmützi püspök vásárolta meg, majd a kroměříži érseki palotába szállíttatta. A festmény ma is ott látható, a Főegyházmegyei Múzeum gyűjteményének egyik ékessége.

## A festmény

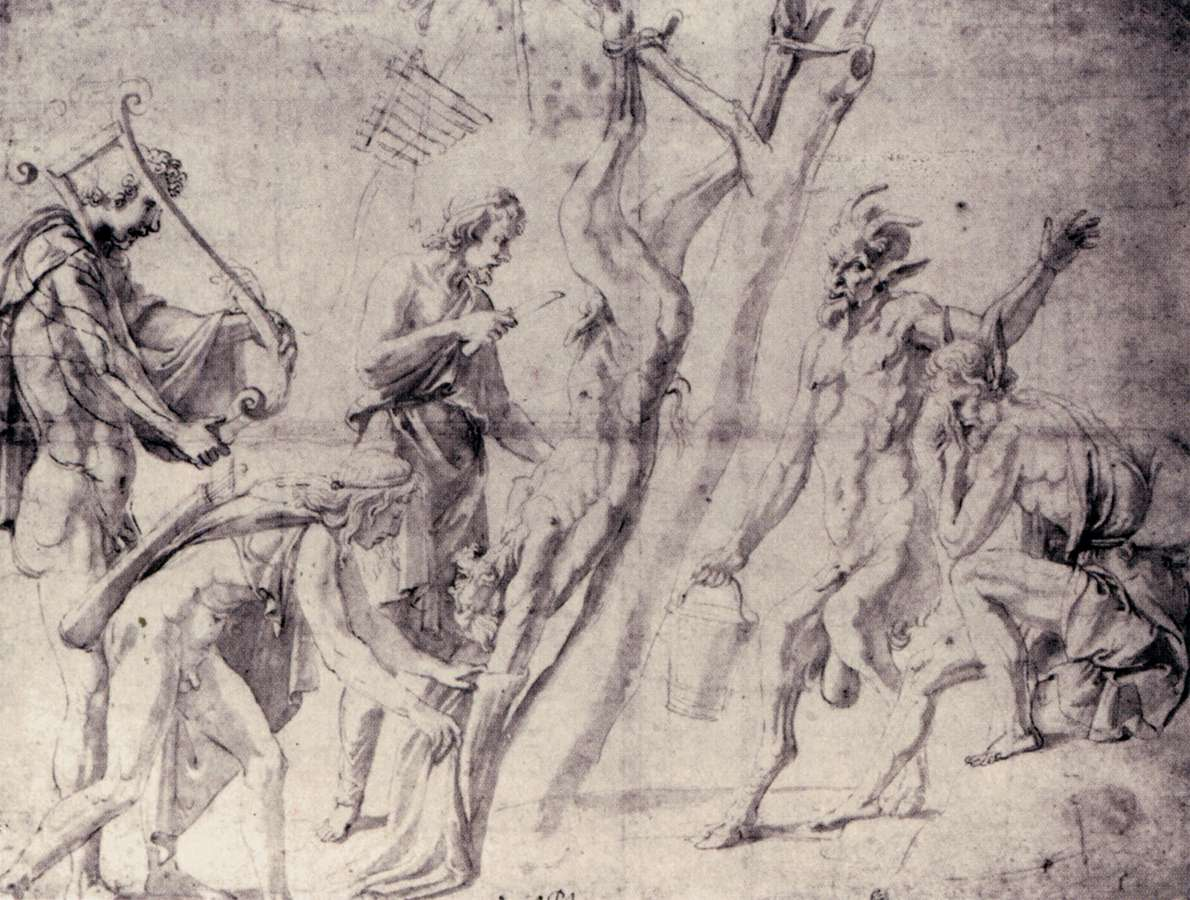
Giulio Romano tanulmányrajza Marszüasz megnyúzása (1525-1535) című freskójához (Louvre, Párizs)

Abban, hogy Tiziano ilyen erőszakos cselekményt választott festménye témájául, feltehetően szerepet játszott Marcantonio Bragadin velencei hadvezér erőszakos halála. A ciprusi Famagusta kapitányát 1571 augusztusában a törökök azután nyúzták meg elevenen, hogy feladta a várost. A testét felnégyelték, és közszemlére tették, a bőrét pedig szalmával tömték ki. Az eset nagy felháborodást váltott ki Velencében. Tiziano még ugyanebben az évben hozzáfogott életműve egyik legvitatottabb és legbrutálisabb alkotásához.

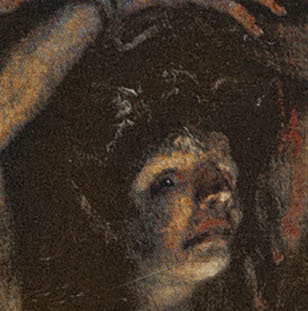
Marszüasz arca (részlet, megfordítva)

A festményen Marszüasz a szatír megnyúzása látható. Marszüasz a görög mitológia alakja, aki zenei versengésre hívta Apollónt. A mítoszok szerint Athéné, amikor észrevette, hogy játék közben mennyire felfúvódik és eltorzul az arca, eldobta auloszát. A hangszert Marszüasz találta meg, hangja elbűvölte, és csodaszépen megtanult rajta játszani. Végső elbizakodottságában Apollónnal, a líra mesterével akarta összemérni játéktudását, és vetélkedőre hívta a művészetek istenét. Apollón és Marszüasz megállapodtak, hogy a győztes azt tehet a másikkal, amit csak akar. A verseny bírói a múzsák voltak. Marszüasz veszített, ezért Apollón elevenen megnyúzta. 
A kompozíciót minden bizonnyal Giulio Romano 1525 és 1535 között készült Marszüasz megnyúzását bemutató freskója inspirálhatta, amely a mantiai Palazzo Tében látható. Romano alkotásán is ugyanazok a szereplők (kivéve a kisfiút és a kutyákat). A kompozíció is hasonló; ez az első olyan műalkotás, melyen Marszüaszt fejjel lefelé lógatták fel. A bal oldalon álló alak lantot tart a kezében, az ülő Midásznak szamárfülei vannak, elkeseredett és arcát a kezébe temeti. Apollón nem térdel, hanem az áldozat fölé hajolva fejti le a bőrt. Mindkét alkotó Ovidius Átváltozások című művében szereplő elbeszélésének leírását követhette, amely a Marszüasz és Apollón közötti versenyről csak röviden, ám Marszüasz megnyúzásáról annál hosszabban és részletesebben ír.

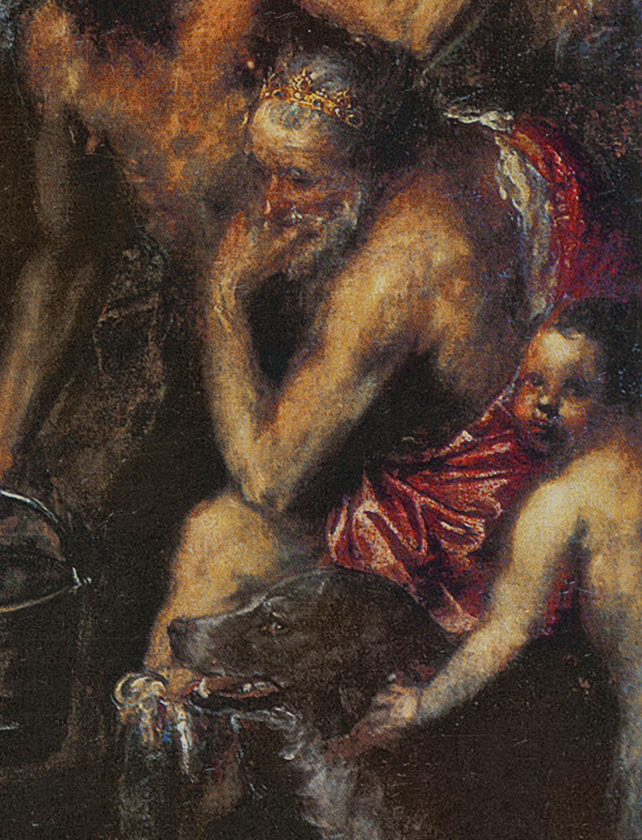
Midász király (részlet)

Marszüasz tehetséges auloszjátékos volt, a reneszánsz idején a műalkotásokon a hangszert általában pánsíppal (szürinx) helyettesítették. Tiziano is pánsípot festett a képre, ami Marszüasz felett a fára van akasztva. Apollón egyik kedvelt hangszere a líra volt, mely a festményen a reneszánsz jellegzetes vonós hangszerére, egy lira da braccióra, a hegedű egyik ősére lett cserélve. A hangszeren egy ismeretlen alak (egyes feltételezések szerint maga Apollón) játszik a festmény bal oldalán, tekintetét az égre emelve. Apollón a festmény egyik központi alakja, babérkoszorúval a fején a kép bal oldalán térdel. Késével fejti le a bőrt Marszüasz mellkasáról. Segítője egy komor szkíta férfialak, aki Marszüasz lábát nyúzza, valamint egy szatír, aki egy fából készült vödröt tart a kezében, amely vagy a vér felfogására, vagy a lenyúzott bőr tárolására szolgál, melyet később Apollón saját templomában szegezett ki. Egy fiatal fiú, vagy szatír egy nagy kutyát tart vissza a kép jobb oldalán, míg egy másik, kisebb kutya Marszüasz feje alatt a földre kifolyt vért kóstolgatja.
A kép jobb oldalán ülő, diadémet viselő férfialak Midász király. A görög mitológiai források többsége szerint három múzsa volt, akik a zenei versengésen ítéletet hirdettek. Azonban ismert egy másik történet is egy zenei versenyről, amelynek egyik főszereplője szintén Apollón volt: Pán és Apollón a Tmolus-hegy istene előtt dalnokversenyre keltek. Tmolus, Apolló javára döntött, amit Midász, anélkül hogy valaki kérdezte volna, hangos bírálat tárgyává tett. Ezért büntetésül szamárfülei nőttek, melyeket csak úgy tudott eltitkolni, hogy szép gyöngyös tiarát viselt, amely a füleket eltakarta. Midász ítélete a reneszánsz kedvelt témája volt, melyet többször összekevertek Marszüasz és Apolló zenei párbajával. Ezért fordulhatott elő, hogy Tiziano a festményre nem három múzsát, hanem Midász királyt festette.
Andrea Schiavone húsz évvel korábban készült Midász király ítélete (1548-50 körül) című műve hangulatában és számos részletében hasonlít Tiziano művéhez.

## A festmény sorsa

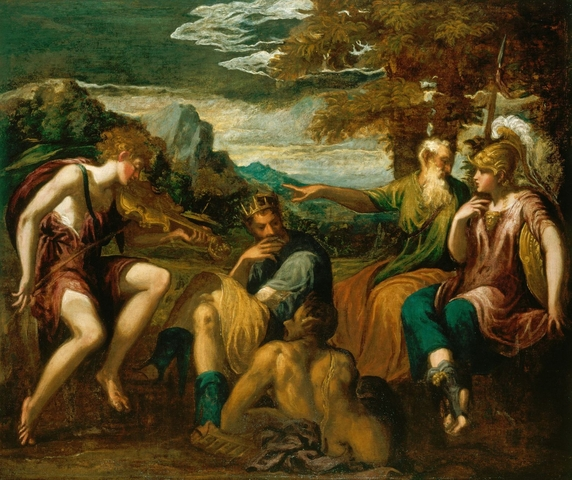
Andrea Schiavone Midász király ítélete (1548-50 körül) című műve (Royal Collection, Windsori kastély)

Nem tudni, hogy a festmény megrendelésre készült-e, vagy sem. Tiziano utolsó éveiben megbízója II. Fülöp spanyol király volt, de a fennmaradt levelezésekben a festményt nem említik. A Marszüasz megnyúzása egyike volt azon festményeknek, amelyek Tiziano műtermében voltak 1576-ban bekövetkezett halálakor. Nincs egyértelmű bizonyíték arra, hogy a kép befejezetlen lenne. Azonban az előtérben lévő kövön szereplő művészi szignó azt a feltételezést erősíti, hogy Tiziano befejezte alkotását. A festmény sorsáról 1655-ig nem tudni semmit, ebben az évben az Arundel-gyűjtemény leltárában tesznek róla említést. Thomas Arundel és felesége, Alethea az 1620-as években fogott hozzá műkincsgyűjteményük létrehozásához. A festményt még ebben az évben Franz Imstenraed vásárolta meg. Majd 1673-ban II. Karl von Liechtenstein-Kastelkorn Olmütz püspökéhez került, aki megvásárolta Bernhard és Franz Imstenraed műkincsgyűjteményét. A műtárgyakat a kroměříži érseki palotába szállították, ahol azóta is (ma Kroměříži Főegyházmegyei Múzeum gyűjteményében) látható. A festmény tetejéből és aljából levágtak, a jobb oldalon meg hozzátoldottak a 18. században. A 20. század elejéig szinte meg is feledkeztek róla, első szakirodalmi említse 1909-ben történt. Első modern kori kiállítására 1983-ban Londonban a Királyi Akadémián került sor, ahol a nagyközönség megdöbbenéssel fogadta. Később több helyen is kiállították: Washingtonban (1986), Párizsban, Velencében, Bécsben, Rómában, Londonban (2003) és New Yorkban (2016). 

## Megjelenése a kultúrában
Thomas Harris A bárányok hallgatnak (1988) c. regényének egyik jelenetében Hannibal Lecter az ember megnyúzása kapcsán hozza fel példaként a festményt: „Amikor visszamegy Washingtonba, menjen el a Nemzeti Galériába, és nézze meg Tizianótól Marsyas megnyúzását, mielőtt visszaküldik a képet Csehszlovákiába. Tiziano csodálatosan ábrázol minden részletet; nézze csak meg a segítőkész Pánt, ahogy egy vödör vizet hoz.”